# Lijst van partners van koningen van Frankrijk

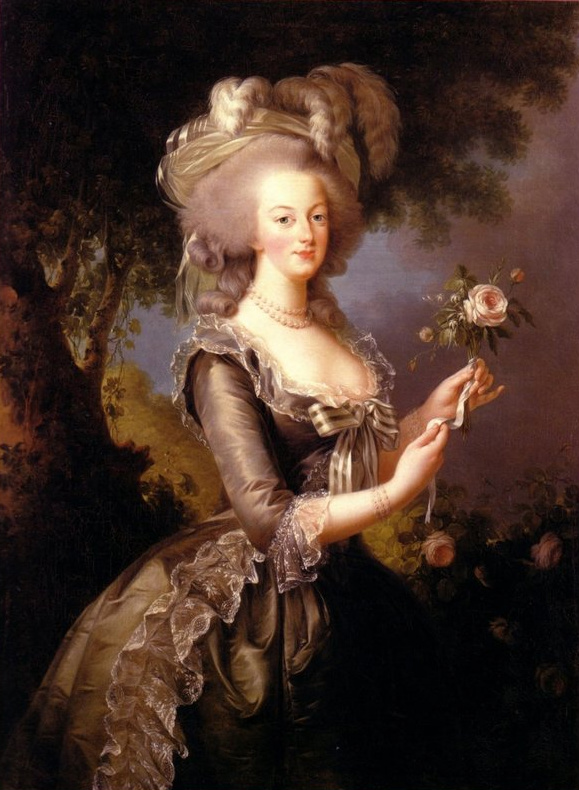
Koningin Marie-Antoinette.

De titel koningin van Frankrijk (reine de France) werd gegeven aan vrouwen die door huwelijk verbonden werden met een koning van het grondgebied dat tegenwoordig voor een deel Frankrijk is. Door een huwelijk verwierf ook de koning meestal allerlei titels en rechten die de vrouw in het huwelijk meenam. Volgens de Salische wet ging het hierbij om de titel van de "épouse de roi de France" ("echtgenote van de koning van Frankrijk") of "épouse de roi des Français" ("echtgenote van de koning van de Fransen"). De koningin had geen regeringsbevoegdheid, tenzij als regentes bij afwezigheid of minderjarigheid van de koning, die hen echter niet automatisch toekwam, maar persoonlijk moest worden toegekend.
Deze lijst bevat – in overeenstemming met de lijst van koningen van Frankrijk – alleen de koninginnen van Frankrijk vanaf Lodewijk de Vrome, dat wil zeggen vanaf de verdeling van het Rijk van Karel de Grote en dus niet de koninginnen van het Frankische Rijk. In deze lijst zijn met een inspringing deze vrouwen van de Franse koningen of onderkoningen in de Karolingische tijden opgenomen, die niet de titel van koningin van Frankrijk droegen.
Koningin van Frankrijk waren:
- Ermengarde van Haspengouw (- 818), in 794 echtgenote van Lodewijk de Vrome (- 840); moeder van Lotharius I, Pepijn I van Aquitanië en Lodewijk II de Duitser
- Judith van Beieren (- 843), in 819 tweede echtgenote van Lodewijk de Vrome, moeder van Karel II de Kale
  - Hringart/Ingeltrude, in 822 echtgenote van Pepijn I van Aquitanië (- 838), moeder van Pepijn II van Aquitanië
- Ermentrudis van Orléans (- 869), in 842 eerste echtgenote van Karel II de Kale (- 877), moeder van Lodewijk II de Stamelaar
- Richildis van Provence (- 910), in 870 tweede echtgenote van Karel II de Kale
- Ansgardis van Hiémois of Bourgondië(- vermoedelijk na 879), in 862 of na 866 eerste echtgenote van Lodewijk II de Stamelaar (- 879), moeder van Lodewijk III en Karloman II
- Adelheid van Parijs of Friaul (- vermoedelijk 901), rond 875 tweede echtgenote van Lodewijk de Stamelaar, moeder van Karel III de Eenvoudige
- Richardis van Zwaben (- vermoedelijk 900), in 862 echtgenote van Karel (III) de Dikke (- 888)
- Theoderade of Theoderata (- na 903), echtgenote van Odo I (- 898)
- Frederune of Frederuna (- 917), in 907 eerste echtgenote van Karel III de Eenvoudige (- 929)
- Hedwig van Wessex (Eadgifu) (- na 951), rond 919 tweede echtgenote van Karel III de Eenvoudige, moeder van Lodewijk IV van Overzee
- Emma van Frankrijk (- 935), dochter van koning Robert, in 910 echtgenote van Rudolf (Raoul) (- 936)
- Gerberga van Saksen (- 984), in 939 echtgenote van Lodewijk IV van Overzee (- 954), moeder van Lotharius
- Emma van Italië (- vermoedelijk na 988), in 966 echtgenote van Lotharius (- 986), moeder van Lodewijk V de Doeniet
- Adelheid van Aquitanië (- 1004), in 968 echtgenote van Hugo Capet (- 996), moeder van Robert II de Vrome
- Bertha van Bourgondië (- na 1016), van 997 tot 1003/1005 tweede echtgenote van Robert II
- Constance van Arles of Provence (- 1034), derde echtgenote van Robert II, moeder van Hendrik I
- Mathilde van Friesland (- 1044), in 1043 tweede echtgenote van Hendrik I
- Anna van Kiev (- 1075/1089), in 1051 derde echtgenote van Hendrik I, moeder Filips I
- Bertha van Holland (- 1094), van 1072 tot 1092 eerste echtgenote van Filips I, moeder van Lodewijk VI de Dikke
- Bertrada van Montfort (- 1117), van 1092 tot 1104 tweede echtgenote van Filips I
- Adelheid van Maurienne of Savoye (- 1154), in 1115 tweede echtgenote van Lodewijk VI, moeder van Lodewijk VII de Jonge
- Eleonora van Aquitanië (- 1204), van 1137 tot 1152 eerste echtgenote van Lodewijk VII de Jongen (- 1180)
- Constance van Castilië (-1160), in 1153/1154 tweede echtgenote van Lodewijk VII
- Adelheid van Champagne (- 1206), in 1160 derde echtgenote van Lodewijk VII, moeder van Filips II Augustus
- Isabella van Henegouwen (- 1190), in 1180 eerste echtgenote van Filips II Augustus (- 1223), moeder van Lodewijk VIII de Leeuw
- Ingeborg van Denemarken (- 1236), van 1193 tot 1193 en van 1200 tot 1223 tweede echtgenote van Filips II
- Agnes-Maria von Andechs-Meranien († 1201), van 1196 tot 1200 derde echtgenote van Filips II Augustus (in bigamie)
- Blanca van Castilië (- 1252), in 1200 echtgenote van Lodewijk VIII de Leeuw (- 1226), moeder van Lodewijk IX de Heilige
- Margaretha van Provence (- 1295), in 1234 echtgenote van Lodewijk IX de Heilige (- 1270), moeder van Filips III de Stoute
- Isabella van Aragón (- 1271), in 1262 eerste echtgenote van Filips III de Stoute (- 1285), moeder van Filips IV de Schone
- Maria van Brabant (1254-1321), in 1274 tweede echtgenote van Filips III
- Johanna I van Navarra (- 1305), echtgenote van Filips IV de Schone (- 1314), moeder van Lodewijk X, Filips V en Karel IV
- Margaretha van Bourgondië (1290-1315), in 1305 eerste echtgenote van Lodewijk X de Woelzieke (- 1316)
- Clementia van Hongarije (- 1328), in 1315 tweede echtgenote van Lodewijk X, moeder van Jan I de Postume
- Johanna II van Bourgondië (- 1330), in 1307 echtgenote van Filips V de Lange (- 1322)
- Blanca van Bourgondië (- 1325/1326), van 1306/1307 tot 1322 eerste echtgenote van Karel IV de Schone (- 1328)
- Maria van Luxemburg (- 1324), in 1322 tweede echtgenote van Karel IV
- Johanna van Évreux (-1371), in 1325 derde echtgenote van Karel IV
- Johanna van Bourgondië (1293-1349), in 1313 eerste echtgenote van Filips VI (- 1350), moeder van Jan II
- Blanca van Navarra (1331-1398), in 1350 tweede echtgenote van Filips VI
  - Bonne van Luxemburg (- 1349), in 1332 eerste echtgenote van Jan II de Goede (- 1364), was slechts echtgenote van de kroonprins; moeder van Karel V de Wijze
- Johanna I van Auvergne (- 1360), in 1350 tweede echtgenote van Jan II
- Johanna van Bourbon (- 1378), in 1350 echtgenote van Karel V de Wijze (- 1380), die haar achterneef was, moeder van Karel VI de Waanzinnige
- Isabella van Beieren (- 1435), in 1385 echtgenote van Karel VI de Waanzinnige (- 1422), moeder van Karel VII de Zegerijke
- Maria van Anjou (- 1463), in 1422 echtgenote van Karel VII de Zegerijke (- 1461), moeder van Lodewijk XI
  - Margaretha van Schotland (- 1445), in 1436 eerste echtgenote van Lodewijk XI (- 1483), stierf voor de troonsbestijging
- Charlotte van Savoye († 1483), 1451 tweede echtgenote van Lodewijk XI, moeder van Karel VIII de Minzame
- Anne van Bretagne (- 1514), in 1491 echtgenote van Karel VIII de Minzame (- 1498) en in 1499 tweede echtgenote van Lodewijk XII (- 1515)
- Johanna van Valois (1464-1505), dochter van Lodewijk XI, van 1476 tot 1498 eerste echtgenote van Lodewijk XII
- Maria Tudor (1496-1533), in 1514 derde echtgenote van Lodewijk XII
- Claude van Frankrijk (- 1524), in 1514 echtgenote van Frans I (- 1547), moeder van Hendrik II
- Eleonora van Oostenrijk (1498-1558), in 1530 tweede echtgenote van Frans I
- Catharina de' Medici (- 1589), in 1533 echtgenote van Hendrik II, moeder van Frans II, Karel IX en Hendrik III
- Maria I van Schotland (- 1587), in 1558 echtgenote van Frans II (- 1560)
- Elisabeth van Oostenrijk (1554-1592), in 1570 echtgenote van Karel IX (- 1574)
- Louise van Lotharingen (- 1601), in 1575 echtgenote van Hendrik III (- 1589)
- Margaretha van Valois (1553-1615), dochter van Hendrik II, van 1572 tot 1599 eerste echtgenote van Hendrik IV van Frankrijk (- 1610)
- Maria de' Medici (- 1642), in 1600 tweede echtgenote van Hendrik IV, moeder van Lodewijk XIII
- Anna van Oostenrijk (- 1666), in 1615 echtgenote van Lodewijk XIII (- 1643), moeder van Lodewijk XIV
- Maria Theresia van Oostenrijk (1638-1683), in 1660 echtgenote van Lodewijk XIV (- 1715)
- Maria Leszczyńska (- 1768), in 1725 echtgenote van Lodewijk XV
- Marie Antoinette van Oostenrijk (- 1793), in 1770 echtgenote van Lodewijk XVI (- 1793)
  - Maria Josephine van Savoye (- 1810), in 1771 echtgenote van Lodewijk XVIII (- 1824), stierf voor diens troonsbestijging
  - Maria Theresia van Savoye (- 1805), in 1773 echtgenote van Karel X (- 1836), stierf voor diens troonsbestijging
- Marie Amélie van Bourbon-Sicilië (- 1866), in 1809 echtgenote van Lodewijk Filips I van Frankrijk – "koningin van de Fransen"